# Білогір'я (зупинний пункт)
Білогі́р'я — пасажирський залізничний зупинний пункт Козятинської дирекції Південно-Західної залізниці розташований на одноколійній неелектрифікованій лінії Шепетівка — Юськівці.
Розташований у смт Білогір'я Білогірського району Хмельницької області між станціями Білгородка (15,5 км) та Суховоля (3 км).
На зупинному пункті зупиняються приміські поїзди.